# صموئيل شفارتز
صموئيل شفارتز هو سياسي سويسري، ولد في 5 مارس 1814 في Mülligen ‏ في سويسرا، وتوفي في 11 مارس 1868 في Küttigen ‏ في سويسرا. انتخب رئيس مجلس الولايات السويسري ‏ وانتخب عضو المجلس الوطني السويسري ‏ وانتخب عضو مجلس الولايات السويسري ‏.